# Cyclodina ornata
Cyclodina ornata är en ödleart som beskrevs av  Gray 1843. Cyclodina ornata ingår i släktet Cyclodina och familjen skinkar. Inga underarter finns listade i Catalogue of Life.